# Fréhel
Fréhel (bretonisch Frehel) ist eine französische Gemeinde mit 1.611 Einwohnern (Stand 1. Januar 2022) im Département Côtes-d’Armor in der Region Bretagne.

## Geschichte
Die Gemeinde hieß bis 1972 Pléhérel. Von 1972 bis 2004 wurde sie mit der Nachbargemeinde Plévenon unter dem gemeinsamen Namen Fréhel zusammengelegt. Nachdem die Orte wieder in zwei eigenständige Gemeinden getrennt waren, behielt die ehemalige Gemeinde Pléhérel den Namen Fréhel bei, der andere Gemeindeteil kehrte zu seinem ehemaligen Namen Plévenon zurück. Um die Verwirrung zu vervollständigen, liegt das bekannte Cap Fréhel nun auf dem Gemeindegebiet von Plévenon etwa acht Kilometer nordwestlich von Fréhel.
| Bevölkerungsentwicklung | Bevölkerungsentwicklung | Bevölkerungsentwicklung | Bevölkerungsentwicklung | Bevölkerungsentwicklung | Bevölkerungsentwicklung | Bevölkerungsentwicklung | Bevölkerungsentwicklung | Bevölkerungsentwicklung |
| ----------------------- | ----------------------- | ----------------------- | ----------------------- | ----------------------- | ----------------------- | ----------------------- | ----------------------- | ----------------------- |
| Jahr                    | 1962                    | 1968                    | 1975                    | 1982                    | 1990                    | 1999                    | 2007                    | 2016                    |
| Einwohner               | 1503                    | 1510                    | 1420                    | 1378                    | 1326                    | 2047                    | 1569                    | 1550                    |

## Sehenswürdigkeiten
Der Hauptort liegt nicht direkt an der Küste. Interessant, vor allem unter touristischem Gesichtspunkt, sind die zur Gemeinde gehörenden beiden Küstensiedlungen und Badeorte Sables-d’Or-les-Pins und Pléhérel-Plage-Vieux-Bourg.
Sehenswert ist neben dem Cap Fréhel auch das Fort La Latte.
Siehe auch: Liste der Monuments historiques in Fréhel und Martyrium des heiligen Sebastian (Fréhel)

## Gemeindepartnerschaften
Fréhel hat Partnerschaften geschlossen mit 
- Chambly (Québec) in Kanada (1990)
- Mafra in Portugal (1993)
- Buncrana in Irland (2007)